# Sarotherodon
Genre
Sarotherodon est un genre de poissons d'eau douce, saumâtre ou de mer de la famille des Cichlidae. Ces espèces, comme celles des genres Tilapia et Oreochromis, sont communément appelées « tilapias ».

## Liste des espèces
Selon World Register of Marine Species (7 avril 2024) :
- Sarotherodon caroli (Holly, 1930)
- Sarotherodon caudomarginatus (Boulenger, 1916)
- Sarotherodon galilaeus (Linnaeus, 1758)
- Sarotherodon knauerae Neumann, Stiassny & Schliewen, 2011
- Sarotherodon lamprechti Neumann, Stiassny & Schliewen, 2011
- Sarotherodon linnellii (Lönnberg, 1903)
- Sarotherodon lohbergeri (Holly, 1930)
- Sarotherodon melanotheron Rüppell, 1852
- Sarotherodon mvogoi (Thys van den Audenaerde, 1965)
- Sarotherodon nigripinnis (Guichenot, 1861)
- Sarotherodon occidentalis (Daget, 1962)
- Sarotherodon steinbachi (Trewavas, 1962)
- Sarotherodon tournieri (Daget, 1965)

## Classification
Le nom valide complet (avec auteur) de ce taxon est Sarotherodon Rüppell, 1852.
Sarotherodon a pour synonymes :
- Melanogenes Bleeker, 1863
- Sarothredon

## Étymologie
Le nom générique, Sarotherodon, dérive du grec ancien σάρωθρον, sarōthron, « brosse » et ὁδούς, odoús, « dent », et fait référence 
aux dents fines en forme de brosse dans des mâchoires flexibles au toucher, par rapport aux dents plus grossières et fixes des espèces du genre Tilapia.

## Publication originale
- (de) E. Rüppell, « Verzeichniss der in dem Museum der Senckenbergischen naturforschenden Gesellschaft aufgestellten Sammlungen », Vierte Abtheilung: Fische und deren Skelette, Francfort-sur-le-Main, p. 1-40.